# Look out
Look Out（ルック・アウト）は赤坂晃の2枚目のシングル。

## 概要
- 光GENJI解散以後にリリースした本作はNHK BS-2「アイドルオンステージ」エンディング・テーマ。アルバム「The Way to Our Promise」先行シングル。

## 収録曲
1. Look Out
作詞：三浦徳子　作曲：辻剛　編曲：井上日徳
2. Sweet So Lonely
作詞：津田えりこ　作曲：秋元薫　編曲：井上日徳
3. Look Out (inst.)
4. Sweet So Lonely (inst.)